# Invisible Empire // Crescent Moon Tour
L'Invisible Empire // Crescent Moon Tour è un tour della cantautrice scozzese KT Tunstall. Promuove il suo quinto album in studio, Invisible Empire // Crescent Moon che ha interessato il Nord Europa, il Canada, gli Stati Uniti, l'Australia e la Nuova Zelanda, anche se erano previste altre date in Asia, Giappone e nel resto d'Europa.

## Date concerti[1]
| 17 maggio 2013    | Penzance       | Regno Unito   | Minack Thatre             |
| 25 maggio 2013    | Hay-on-Wye     | Regno Unito   | Hay Festival              |
| 17 giugno 2013    | Leeds          | Regno Unito   | Leeds City Varieties      |
| 19 giugno 2013    | Glasgow        | Regno Unito   | Oran Mor                  |
| 20 giugno 2013    | Leeds          | Regno Unito   | Leeds City Varieties      |
| 21 giugno 2013    | Dublino        | Irlanda       | Pepper Canister           |
| 27 giugno 2013    | Leamington     | Regno Unito   | Assembly Hall             |
| 29 giugno 2013    | Glastonbury    | Regno Unito   | Glastonbury Festival 2013 |
| 19 luglio 2013    | Cheshire       | Regno Unito   | Gawswhorth Hall           |
| 20 luglio 2013    | Nottingham     | Regno Unito   | Splendour Festival        |
| 21 luglio 2013    | Salisbury      | Regno Unito   | Larmer Tree Festival      |
| 26 luglio 2013    | Wickerman      | Regno Unito   | Wickerman Festival        |
| 27 luglio 2013    | Cambridge      | Regno Unito   | Cambridge Folk Festival   |
| 1º settembre 2013 | Oxfordshire    | Regno Unito   | The Big Festival          |
| Nord America      |                |               |                           |
| 20 settembre 2013 | Toronto        | Canada        | Danforth Music Hall       |
| 21 settembre 2013 | Montréal       | Canada        | Eglise du Gesu            |
| 24 settembre 2013 | New York       | Stati Uniti   | NYU Skirball Center       |
| 25 settembre 2013 | Somerville     | Stati Uniti   | Somerville Theatre        |
| 27 settembre 2013 | Philadelphia   | Stati Uniti   | Union Transfer            |
| 30 settembre 2013 | Atlanta        | Stati Uniti   | Variety Playhouse         |
| 1º ottobre 2013   | Nashville      | Stati Uniti   | The Belcourt Theatre      |
| 3 ottobre 2013    | Chicago        | Stati Uniti   | Park West                 |
| 4 ottobre 2013    | Milwaukee      | Stati Uniti   | The Pabst Theatre         |
| 5 ottobre 2013    | Minneapolis    | Stati Uniti   | Cedar Cultural Center     |
| 7 ottobre 2013    | Boulder        | Stati Uniti   | Boulder Theater           |
| 8 ottobre 2013    | Salt Lake City | Stati Uniti   | The State Room            |
| 11 ottobre 2013   | Los Angeles    | Stati Uniti   | Masonic Lodge             |
| 13 ottobre 2013   | San Francisco  | Stati Uniti   | The Chapel                |
| 15 ottobre 2013   | Portland       | Stati Uniti   | Aladdin Theatre           |
| 16 ottobre 2013   | Seattle        | Stati Uniti   | The Neptune Theatre       |
| 17 ottobre 2013   | Vancouver      | Canada        | The Rio Theatre           |
| Europa            |                |               |                           |
| 31 ottobre 2013   | Belfast        | Regno Unito   | Ulster Hall               |
| 1º novembre 2013  | Dublino        | Irlanda       | Olympia Theatre           |
| 2 novembre 2013   | Galway         | Irlanda       | Seapoint                  |
| 4 novembre 2013   | Cardiff        | Regno Unito   | St Davis Hall             |
| 5 novembre 2013   | Bournemouth    | Regno Unito   | Pavillon Theatre          |
| 6 novembre 2013   | Northampton    | Regno Unito   | Derngate                  |
| 8 novembre 2013   | Cambridge      | Regno Unito   | Corn Exchange             |
| 9 novembre 2013   | Bristol        | Regno Unito   | Colston Halls             |
| 10 novembre 2013  | Brighton       | Regno Unito   | Dome                      |
| 12 novembre 2013  | York           | Regno Unito   | Barbican                  |
| 13 novembre 2013  | Birmingham     | Regno Unito   | Symphony Hall             |
| 14 novembre 2013  | Basingstoke    | Regno Unito   | Anvil Theatre             |
| 16 novembre 2013  | Liverpool      | Regno Unito   | Philharmonic              |
| 17 novembre 2013  | Londra         | Regno Unito   | Theatre Royal Drury Lane  |
| 18 novembre 2013  | Manchester     | Regno Unito   | Bridgewater Hall          |
| 20 novembre 2013  | Gateshead      | Regno Unito   | Sage                      |
| 21 novembre 2013  | Glasgow        | Regno Unito   | Academy                   |
| 22 novembre 2013  | Perth          | Regno Unito   | Concert Hall              |
| Oceania           |                |               |                           |
| 19 aprile 2014    | Byron Bay      | Australia     | Bluesfest                 |
| 20 aprile 2014    | Byron Bay      | Australia     | Bluesfest                 |
| 23 aprile 2014    | Newcastle      | Australia     | Lizottes                  |
| 24 aprile 2014    | Central Coast  | Australia     | Lizottes                  |
| 25 aprile 2014    | Dee Why        | Australia     | Lizottes                  |
| 26 aprile 2014    | Sydney         | Australia     | The Basement              |
| 28 aprile 2014    | Melbourne      | Australia     | Corner Hotel              |
| 30 aprile 2014    | Brisbane       | Australia     | The Zoo                   |
| 1º maggio 2014    | Cairns         | Australia     | Tanks Art Centre          |
| 3 maggio 2014     | Auckland       | Nuova Zelanda | Studio The Venue          |
| 4 maggio 2014     | Wellington     | Nuova Zelanda | Bar Bodega                |